# Adolf von Essen
Adolf von Essen (* um 1350 (unsicher); † 4. Juni 1439 in Trier), auch benannt Adolfus de Assindia, war Kartäuser und aszetischer Autor. Als Förderer der Volksfrömmigkeit hat er für die Verbreitung des Rosenkranzes und des damit verbundenen Rosenkranzgebetes seines Schülers Dominikus von Preußen gewirkt.
Ungeklärt ist, ob er mit dem 1398 als Student in die Kölner Artistenfakultät aufgenommenen Adolphus de Essendia identisch ist. Ein Eintritt in die Trierer Kartause St. Alban bald nach 1398 wäre dann unwahrscheinlich. Als Prior ist er dort zwischen 1409 und 1415 nachgewiesen, als er auf Wunsch des lothringischen Herzogspaars Karl II. und Margarete die Kartause Marienfloss bei Sierck gründete und sie bis 1421 leitete. Nach Trier zurückgekehrt, wurde er 1433 wegen Kontroversen mit seinem Prior nach Lüttich versetzt, von wo er erst 1437 zurückkehren konnte. Er starb 1439 an der Pest. Als sein Hauptwerk ist eine Biographie der Herzogin Magaretha von Lothringen anzusehen, die nur in einer Abschrift des 17. Jahrhunderts erhalten ist und von der nur Bruchstücke 1627 gedruckt wurden.